# 상수와 하수
상수(上手)와 하수(下手)는 방향이나 재주나 솜씨의 상하를 나타내는 용어로, 솜씨가 뛰어난 인물은 상수, 그 반대는 하수라고 부른다. 바둑, 장기 등의 서로의 실력을 겨루는 상황에서 두루 쓰인다.
무대 용어로는 무대에 서서 관객을 바라볼 때 오른쪽(객석에서 무대를 바라볼 때 오른쪽)을 상수, 왼쪽(객석에서 무대를 바라볼 때 왼쪽)을 하수라고 부른다.